# Tromsdalen UIL
Pour les articles homonymes, voir Uil.
Maillots
Le Tromsdalen UIL est un club norvégien de football basé à Tromsø.

## Palmarès
- Championnat de Norvège D3 :
  - Vainqueur de Groupe : 2008, 2011, 2013 et 2016